# The Originals
För Tv-serien, se The Originals (TV-serie)
The Originals är ett samlingsalbum med hårdrockgruppen KISS. The Originals innehåller gruppens tre första musikalbum, KISS (1974), Hotter Than Hell (1974) och Dressed to Kill (1975). Det utgavs den 21 juli 1976 i USA och den 25 mars 1977 i Japan.
The Originals innehåller även ett 16-sidigt häfte om KISS, en KISS Army-dekal samt 6 samlarbilder. 
Albumet kom endast ut i USA, Kanada och Japan.

## Låtlista

### KISS
- A1. "Strutter" (3:10) - Stanley/Simmons
- A2. "Nothin' to Lose" (3:26) - Simmons
- A3. "Firehouse" (3:18) - Stanley
- A4. "Cold Gin" (4:21) - Frehley
- A5. "Let Me Know" (2:58) - Stanley
- B1. "Kissin' Time" (3:52) - Mann/Lowe
- B2. "Deuce" (3:05) - Simmons
- B3. "Love Theme from KISS" (2:24) - Stanley/Simmons/Frehley/Criss
- B4. "100,000 Years" (3:22) - Stanley/Simmons
- B5. "Black Diamond" (5:11) - Stanley

### Hotter Than Hell
- A1. "Got to Choose" (3:52) - Stanley
- A2. "Parasite" (3:01) - Frehley
- A3. "Goin' Blind" (3:34) - Simmons/Coronel
- A4. "Hotter Than Hell" (3:30) - Stanley
- A5. "Let Me Go, Rock 'n' Roll" (2:16) - Stanley/Simmons
- B1. "All the Way" (3:17) - Simmons
- B2. "Watchin' You" (3:45) - Simmons
- B3. "Mainline" (3:50) - Stanley
- B4. "Comin' Home" (2:37) - Stanley/Frehley
- B5. "Strange Ways" (3:17) - Frehley

### Dressed to Kill
- A1. "Room Service" (2:59) - Stanley
- A2. "Two Timer" (2:48) - Simmons
- A3. "Ladies in Waiting" (2:32) - Simmons
- A4. "Getaway" (2:44) - Frehley
- A5. "Rock Bottom" (3:55) - Frehley/Stanley
- B1. "C'mon and Love Me" (2:59) - Stanley
- B2. "Anything for My Baby" (2:34) - Stanley
- B3. "She" (4:08) - Simmons/Coronel
- B4. "Love Her All I Can" (2:41) - Stanley
- B5. "Rock and Roll All Nite" (2:49) - Stanley/Simmons

## Medverkande
- Paul Stanley - Sång, Kompgitarr, Gitarrsolo på " Cmon N Love Me ", Akustisk Gitarr på " Cmon N Love Me " och Bakgrundssång
- Gene Simmons - Elbas, Sång och Bakgrundssång
- Ace Frehley - Sologitarr
- Peter Criss - Trummor, Sång och Bakgrundssång
- Bruce Foster - Piano på " Nothin To Lose "